# Nicotiana benavidesii
Nicotiana benavidesii ist eine Pflanzenart aus der Gattung Tabak (Nicotiana) aus der Familie der Nachtschattengewächse (Solanaceae). Die Art ist in Peru verbreitet.

## Beschreibung
Nicotiana benavidesii ist eine spärlich verzweigte, 2 bis 3 m hohe, leicht verholzende Pflanze. Die kräftigen Stängel erreichen einen Durchmesser von bis zu 3 cm, sind dicht behaart und leicht klebrig. Die Blattspreiten haben eine Länge von 10 bis 30 cm und sind damit doppelt so lang wie die Blattstiele. Die Spitze ist abgestumpft, die Basis ist herzförmig, die so entstehenden Lappen sind nach innen verlängert und oftmals hochgebogen. Die Oberfläche ist fein behaart.
Die Blütenstände sind reihenförmige Rispen, die Blütenstiele sind zur Blütezeit 7 bis 8 mm lang, an der Frucht 7 bis 9 mm. Der Kelch ist becherförmig, dicht behaart, Häutchen verbinden unauffällig die kurzen, breiten Kelchzähne oder fehlen. Die Krone ist hellgrünlich-gelb, 4 bis 4,5 cm lang, unbehaart oder fast unbehaart. Die Kronröhre ist 5 bis 7 mm lang und 5 bis 6 mm breit. Der Kronschlund ist etwa fünf- bis siebenmal so lang, 8 bis 12 cm breit, der Kronmund ist etwa 4 mm breit und mit undeutlich zugespitzten Lappen besetzt. Die Staubblätter kommen in meist drei Längen vor und stehen über die Krone hinaus.
Die Früchte sind rundlich-eiförmige Kapseln mit einer Länge von 9 bis 15 mm, sie sind leicht verholzend und enthalten breit langgestreckte oder unregelmäßig gewinkelte, 0,6 mm lange, dunkelbraune Samen.
Die Chromosomenzahl beträgt 2n = 24.

## Vorkommen
Die Art ist in Peru verbreitet.